# Mauvezin, Gers
 Mauvezin  là một xã thuộc tỉnh Gers trong vùng Occitanie tây nam nước Pháp. Xã này có độ cao trung bình 158 mét trên mực nước biển.